# صلاح الدين السبتي
صلاح الدين السبتي هو مدرب تونسي من مواليد 1965 بمدينة بنقردان، وهو لاعب سابق لنادي الاتحاد الرياضي ببنقردان.

## وصلات خارجية
- صفحة صلاح الدين السبتي على موقع ترنسفير ماركت.